# Le Phalanstère du bout du monde
 (mai 2025).
Motif : Peu de sources montrant la notoriété de cette bande dessinée.
- Archive Wikiwix
- Bing
- Cairn
- DuckDuckGo
- E. Universalis
- Gallica
- Google
- G. Books
- G. News
- G. Scholar
- Persée
- Qwant
- (zh) Baidu
- (ru) Yandex
- (wd) trouver des œuvres sur Wikidata

| 1. | Préciser le motif de la pose du bandeau. | Précisez le motif de la pose du bandeau en utilisant la syntaxe suivante : {{admissibilité à vérifier\|date=mai 2025\|motif=remplacez ce texte par le motif}}                                        |
| 2. | Informer les utilisateurs concernés.     | Pensez à avertir le créateur de l'article, par exemple, en insérant le code ci-dessous sur sa page de discussion : {{subst:avertissement admissibilité à vérifier\|Le Phalanstère du bout du monde}} |

Le Phalanstère du bout du monde est une bande dessinée en noir et blanc écrite par Éric Corbeyran et dessinée par Amaury Bouillez. Elle a été publiée en 2001 par Delcourt dans la collection « Encrages »  (ISBN 2-84055-717-7).

## Documentation
- Manuelle Calmat, « Chasse à l'âme », BoDoï, no 42,‎ juin 2001, p. 18.